# حكومة جميل الألشي الأولى

علم دولة دمشق، التي اقتصرت سلطة الحكومة السادسة عليها.

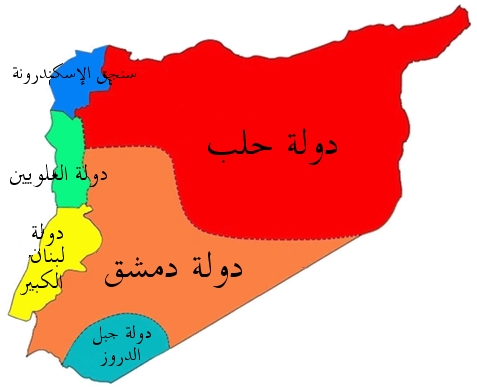
الدول التي قسمت إليها سوريا الكبرى في أعقاب الانتداب الفرنسي.

تشكلت حكومة جميل الألشي الأولى في 6 أيلول 1920 بعد أزمة دامت أسبوعين وانتهت بتمزيق شمل البلاد إلى دويلات وتولى المندوب السامي السلطة· نُشر قرار التشكيل بجريدة العاصمة العدد / 152 / في نفس اليوم· قدمت الحكومة استقالتها في 30 تشرين الثاني 1920·
بسبب تقسيم فرنسا لسوريا إلى دويلات على أسس طائفية وعرقية فإن ولاية وسلطة هذه الحكومة والتي تلتها اشتملت فقط على حدود دولة دمشق، أما جميع الحكومات التالية فقد شملت حدودها جميع سوريا الحالية عدا دولة جبل العلويين ودولة جبل الدروز التي مكثت مستقلة حتى عام 1943، رغم دعوات الشعب السوري المتكررة للوحدة.

## التشكيل الوزراي
| المنصب                    | الصورة | شاغل المنصب     | في المنصب من  | في المنصب حتى        |                    |
| ------------------------- | ------ | --------------- | ------------- | -------------------- | ------------------ |
| رئيس الوزراء              |        | جميل الألشي     | 6 أيلـول 1920 | 30 تشرين الثاني 1920 |                    |
| الحربية                   |        | جميل الألشي     | 25 تمـوز 1920 | 30 تشرين الثاني 1920 | [ ملاحظة 1 ]       |
| الداخلية                  |        | عطا الأيوبي     | 25 تمـوز 1920 | 30 تشرين الثاني 1920 | [ ملاحظة 1 ]       |
| المالية                   |        | حمدي النصر      | 6 أيلـول 1920 | 30 تشرين الثاني 1920 |                    |
| النافعة والتجارة والزراعة |        | شاكر القيم      | 6 أيلـول 1920 | 30 تشرين الثاني 1920 |                    |
| العدلية                   |        | بديع مؤيد العظم | 6 أيلـول 1920 | 30 تشرين الثاني 1920 |                    |
| المعارف                   |        | محمد كرد علي    | 6 أيلـول 1920 | 30 تشرين الثاني 1920 | [ ملاحظة 2 ] [ 5 ] |
|                           |        |                 |               |                      |                    |
| رئيس مجلس الشورى          |        | حقي العظم       | 6 أيلـول 1920 | 30 تشرين الثاني 1920 |                    |

## الملاحظات
1. 1 2  يعتبر شاغلاً للمنصب من 25 تموز 1920 في حال استمرت الحكومة السابقة والوزراء في مناصبهم -كما تشير بعض المصادر- حتى 6 أيلول 1920 بعد مقتل علاء الدين الدروبي في 21 آب 1920.
2. ↑  ورد في كتاب خطط الشام لمحمد كرد علي أنه استلم المنصب في 7 أيلول سنة 1920

## روابط خارجية
- الحكومات السورية على موقع رئاسة مجلس الوزراء
- الحكومات السورية على موقع مجلس الشعب السوري
- وزارات الدولة على بوابة الحكومة الإلكترونية السورية
- الوزارات والهيئات الحكومية على موقع مجلس الشعب السوري